# ديفيد سيتيل ريد
ديفيد سيتيل ريد (بالإنجليزية David Settle Reid) وهو سياسي أمريكي ينتمي إلى الحزب الديمقراطي ولد ديفيد سيتيل ريد في 19 نيسان - ابريل من سنة 1813 في ولاية كارولينا الشمالية شغل ريد منصب حاكم على ولاية كارولينا الشمالية ما بين عامي 1851 إلى عام 1854 توفي ديفيد سيتيل ريد في 19 حزيران - يونيو من سنة 1891 في ولاية كارولينا الشمالية.